# Catedral de la Asunción de la Santísima Virgen María (Katmandú)
La Catedral de la Asunción de la Santísima Virgen María es un edificio religioso situado en Katmandú la capital de Nepal.
Empezó como la iglesia de Nuestra Señora de la Asunción que fue dedicada por el cardenal Jozef Tomko, prefecto de la Congregación para la Evangelización de los Pueblos, el 15 de agosto de 1995. La iglesia se encuentra en las afueras de Lalitpur, en Katmandú. Cuenta con 2.290 feligreses. El párroco es el padre Silas Bogati. 
El 23 de mayo de 2009, el día en que el Parlamento elegía al primer ministro, un ataque con bomba causó daños a la Catedral de la Asunción, el único lugar de culto católico permitido en el país. La explosión, causada por una bomba colocada debajo de una silla entre los fieles, dejó como resultado tres muertos y 13 heridos.
El templo sigue el rito romano o latino y funciona como la sede del vicariato apostólico de Nepal (Vicariatus Apostolicus Nepalianus) que fue elevado a su actual estatus por el papa Benedicto XVI mediante la bula "Ad aptius consulendum".